# Яковлев, Евгений Александрович (изобретатель)
Евге́ний Алекса́ндрович Я́ковлев (1857—1898) — лейтенант Российского императорского флота, создатель отечественного двигателя внутреннего сгорания и один из конструкторов первого российского серийного автомобиля.

## Биография
Евгений Яковлев родился в 1857 году в Санкт-Петербургской губернии. До 1867 года воспитывался в приготовительном пансионе Николаевского кавалерийского училища, с 1867 по 1875 год проходил учёбу в Николаевских морских юнкерских классах, по окончании которых в 1875 году был определён во флот юнкером.
В 1875 году служил на клипере «Алмаз» и после сдачи экзамена 30 апреля 1877 года был произведён в гардемарины; до 1878 года ходил в Балтийском море на пароходофрегате «Олаф» и германском пароходе «Цимбрия». С 9 сентября 1878 года по 17 февраля 1879 года служил на американском пароходе «Язу». В 1878 году был произведён в мичманы «за выслугой лет и по экзамену».
9 апреля 1880 года Яковлев был переведён в 8-й флотский экипаж; с 9 мая по 5 июня 1881 года временно командовал 9-й ротой. В это время женился на Софье Петровне Кузьминой, дочери надворного советника.
В 1883 году, 1 января он был произведён в лейтенанты и 14 февраля уволен в бессрочный отпуск, а 25 июня 1884 года — «уволен со службы по домашним обстоятельствам».
В 1884 году Евгений Яковлев начал работать над двигателями внутреннего сгорания, первоначально над газовыми и нефтяными. На целый ряд таких устройств им были получены привилегии (патенты). Пробовал переделать газовые двигатели системы Николауса Отто для работы на жидком топливе. Первые опыты оказались неудачны, двигатель оказался слишком громоздким и тяжелым. В 1889 году был изготовлен первый двигатель внутреннего сгорания на жидком топливе конструкции Яковлева, который выдержал все испытания и даже выгодно продан. На VIII съезде Русского общества естествоиспытателей Евгений Яковлев сделал сообщение об итогах работы по созданию двигателя на жидком топливе, которое вызвало большой интерес. Новейший двигатель его конструкции был выставлен в лаборатории Дмитрия Менделеева, который высоко оценил труды отставного лейтенанта. Начали поступать заказы и в 1891 году было уже изготовлено двадцать двигателей конструкции Яковлева. Для расширения производства вместо мастерской 6 апреля 1891 года был основан «Машиностроительный, чугунно- и меднолитейный завод Е. А. Яковлева», располагавшийся в Санкт-Петербурге по адресу: Большая Спасская улица, 28. Завод выпускал нефтяные, газовые и бензиновые двигатели внутреннего сгорания, а также системы отопления на их основе. Завод был хорошо оборудован — имел 58-ти сильную паровую машину, 20-ти сильный керосиновый двигатель, два газовых двигателя мощностью по 4 лошадиных силы. Объём выпуска двигателей составлял несколько десятков двигателей в год.
В 1893 году на Всемирной выставке в Чикаго были представлены двигатели внутреннего сгорания на жидком топливе, построенные на «Первом русском заводе газовых и керосиновых двигателей». Выставочный комитет наградил завод и его владельца бронзовой медалью и почётным дипломом выставки. В Чикаго Яковлев и Фрезе, также принимавший участие во Всемирной выставке, познакомившись с автомобилем немецкого производства «Бенц» модели «Вело», решили построить свой российский автомобиль. В 1896 году на Всероссийской промышленно-художественной выставке в Нижнем Новгороде, был представлен автомобиль Фрезе и Яковлева, — совместного производства экипажной фабрики П. А. Фрезе и машиностроительного завода Е. А. Яковлева; 19 июля он был продемонстрирован посетившей выставку императорской чете.
Евгений Александрович Яковлев был патриотом до мозга костей. Иногда этот патриотизм вызывал недоумение, а подчас и саркастические улыбки. На своем заводе он использовал только отечественные сырьё и материалы, хотя не всегда это получалось. Так, он вынужден был покупать уголь и кокс из Англии (российские аналоги не подходили по технологии). Он отверг попытки нерусских занять должность управителя заводом и инженера-технолога… Словом, он всеми силами старался оправдать наименование завода: «Первый русский». Отступал от своего правила Яковлев лишь в одном — продаже своих двигателей не только на внутреннем рынке, но и за границу. Этим он хотел возвеличить Россию и показать, что она может производить двигатели лучше, чем в Европе, и в этом он добился успеха.
Евгений Яковлев умер 8 (20) мая 1898 года в возрасте 41 года. Был похоронен, по сообщению Я. Пономарева на Волковом кладбище в Санкт-Петербурге. Однако Петербургский некрополь не указал никакой информации о могиле Яковлева.

## Семья и родственные связи
- Жена — Софья Петровна Кузьмина (?—1939), российский математик.
  - Сын — Алексей Евгеньевич Яковлев (после эмиграции в США Алексис Джексон; 1881—1950, по другим сведениям 1964), российский архитектор.
    - Внучка — Татьяна Алексеевна Яковлева (1906—1991), французский и американский модельер женской одежды, художник-дизайнер. Возлюбленная и адресат двух любовных стихотворений Владимира Маяковского в 1928—1929 годах.
      - Правнучка — Франсин дю Плесси Грей (1930—2019), американская писательница.

    - Внучка — Людмила Алексеевна Яковлева (1908—?), французская балерина, актриса, модель.

  - Сын — Александр Евгеньевич Яковлев (1887—1938), русский художник.
  - Дочь — Александра Евгеньевна Яковлева (сценический псевдоним Сандра), оперная певица.
    - Внучка — Софья. Умерла в 15-летнем возрасте, во время эмиграции вместе с матерью и бабушкой после Октябрьского переворота, заразившись по дороге из Санкт-Петербурга в Берлин менингитом.